# Hymenachne assamica
Hymenachne assamica är en gräsart som först beskrevs av Joseph Dalton Hooker, och fick sitt nu gällande namn av Albert Spear Hitchcock. Hymenachne assamica ingår i släktet Hymenachne och familjen gräs. Inga underarter finns listade i Catalogue of Life.